# Vertébrectomie
Une vertébrectomie ou corporectomie est une intervention chirurgicale consistant à retirer tout ou une partie du corps vertébral (latin : corpus vertebrae, d'où le nom de corporectomie) dans le but de décompresser la moelle épinière et les nerfs.  